# Ancylomenes okunoi
Ancylomenes okunoi is een garnalensoort uit de familie van de Palaemonidae. De wetenschappelijke naam van de soort is voor het eerst geldig gepubliceerd in 2010 door Bruce.